# San Martín (Michoacán)
San Martín es una localidad del estado mexicano de Michoacán. Es parte del municipio de José Sixto Verduzco.

## Toponimia
El nombre «San Martín» hace referencia al santo patrono de la localidad: Martín de Tours.

## Demografía
| Gráfica de evolución demográfica |
|                                  |

| Censo | Población |
| ----- | --------- |
| 1900  | 851       |
| 1910  | 513       |
| 1921  | 932       |
| 1930  | 1183      |
| 1940  | 1052      |
| 1950  | 1233      |
| 1960  | 1694      |
| 1970  | 1894      |
| 1980  | 2247      |
| 1990  | 2871      |
| 2000  | 2394      |
| 2010  | 2249      |
| 2020  | 2262      |